# Lauro Bordin
Lauro Ladren (Crespino, 7 de julho de 1890 – Milão, 19 de maio de 1963) foi um ciclista italiano que foi profissional entre 1910 e 1924. Bom velocista, destacou nas corridas em linha, ganhando o Giro de Lombardia de 1914 e três etapas do Giro d'Italia.
Uma vez retirado do ciclismo dedicou-se ao jornalismo e à fotografia desportiva, tomando parte no programa de televisão Lascia ou raddoppia?.

## Palmarés
- 1911
  - 1.º no Circuito Euganeo
  - Vencedor de uma etapa ao Giro d'Italia
- 1912
  - 1.º no Giro do Polesine
  - Vencedor de uma etapa ao Giro d'Italia
- 1913
  - 1.º no Giro do Polesine
  - Vencedor de uma etapa ao Giro d'Italia
- 1914
  - 1.º no Giro de Lombardia
- 1915
  - 1.º na Copa de Inverno
  - 1.º na Copa Lugano
  - 1.º na Corrida Territorial
  - 1.º no Grande Prêmio de Outono
  - 1.º na Milão-Brinzio-Milão
- 1918
  - 1.º no Critérium Real de Clausura
  - 1.º no Grande Prêmio de Roma
  - 1.º na Milão-Varese
  - 1.º na Monza-Erba-Montevecchia

### Resultados ao Giro de Itália
- 1911. 17.º da classificação geral. Vencedor de uma etapa
- 1912. 3.º da classificação geral com a equipa Gerbi e vencedor de uma etapa
- 1913. 17.º da classificação geral. Vencedor de uma etapa
- 1914. Abandona
- 1919. 8.º da classificação geral
- 1920. Abandona
- 1921. 16.º da classificação geral
- 1922. Abandona
- 1923. Abandona
- 1924. Abandona

### Resultados ao Tour de France
- 1910. Abandona (7.ª etapa)
- 1922. Abandona (5.ª etapa)